# North Central Conference 2002
La North Central Conference 2002 è stata - con la Northwestern Conference - la sedicesima edizione del terzo livello del campionato italiano di football americano (terza con la denominazione North Central Conference, terza edizione a 5 giocatori); è stato organizzato dalla North Central conference sotto egida FIAF.

## Regular season

### Classifica

#### Blue Division
| Pos. | Squadra            | %V   | G | V | N | P | PF  | PS  |
| ---- | ------------------ | ---- | - | - | - | - | --- | --- |
| 1    | Alligators Bolzano | .750 | 4 | 3 | 0 | 1 | 198 | 61  |
| 2    | Mariners Venezia   | .750 | 4 | 3 | 0 | 1 | 144 | 130 |
| 3    | Bears Merano       | .000 | 4 | 0 | 0 | 4 | 68  | 219 |
| 4    | Panthers Parma     | -    | - | - | - | - | -   | -   |

#### Gold Division
| Pos. | Squadra              | %V   | G | V | N | P | PF | PS |
| ---- | -------------------- | ---- | - | - | - | - | -- | -- |
| 1    | Condor Grosseto      | .705 | 4 | 3 | 0 | 1 | 87 | 52 |
| 2    | Neptunes CUS Bologna | .750 | 4 | 3 | 0 | 1 | 67 | 67 |
| 3    | Guelfi Firenze       | .000 | 4 | 0 | 0 | 4 | 18 | 53 |
| 4    | Gargoyles Perugia    | -    | - | - | - | - | -  | -  |

## Playoff
Accedono ai playoff le prime due di ogni girone.
|  | Semifinali | Semifinali           | Semifinali |                    |    | III Fivemen Bowl NCC | III Fivemen Bowl NCC | III Fivemen Bowl NCC |  |
|  |            |                      |            |                    |    |                      |                      |                      |  |
|  | 1G         | Condor Grosseto      | 8          |                    |    |                      |                      |                      |  |
|  | 1G         | Condor Grosseto      | 8          |                    |    |                      |                      |                      |  |
|  | 2B         | Mariners Venezia     | 0 dgs      |                    |    |                      |                      |                      |  |
|  | 2B         | Mariners Venezia     | 0 dgs      |                    | 1G | Condor Grosseto      | 0                    |                      |  |
|  |            |                      |            |                    | 1G | Condor Grosseto      | 0                    |                      |  |
|  |            |                      | 1B         | Alligators Bolzano | 48 |                      |                      |                      |  |
|  | 1B         | Alligators Bolzano   | 1B         | Alligators Bolzano | 48 | 64                   |                      |                      |  |
|  | 1B         | Alligators Bolzano   |            |                    |    |                      |                      |                      |  |
|  | 2G         | Neptunes CUS Bologna | 12         |                    |    |                      |                      |                      |  |

### III Fivemen Bowl NCC
Il III Fivemen Bowl NCC si è disputato il 14 dicembre 2002 allo Stadio Europa di Bolzano. L'incontro è stato vinto dagli Alligators Bolzano sui Condor Grosseto con il risultato di 48 a 0.

## Verdetti
- Alligators Bolzano

```
vincitori del Fivemen Bowl.
```